# Jažince
Jažince (makedonsky: Јажинце, albánsky: Jazhincë) je vesnice v Severní Makedonii. Nachází se v opštině Jegunovce v Položském regionu. 

## Demografie
Podle sčítání lidu z roku 2021 žije ve vesnici 913 obyvatel. Etnické skupiny jsou:
- Albánci – 884
- ostatní – 29